# Estadio Central del Centro Nacional de Fútbol de Rumanía
El Estadio Central del Centro Nacional de Fútbol de Rumanía es un estadio de fútbol de Rumanía. El terreno forma parte del Centro de Fútbol de Buftea y tiene una tribuna doble con vistas a cada uno de sus dos campos. Tiene capacidad para 800 personas en cada lado. El complejo es el segundo centro de entrenamiento de la Federación Rumana de Fútbol.
El Estadio Buftea albergó tres partidos de la fase de grupos del Campeonato Europeo de la UEFA Sub-19 2011.
Durante el año 2025 será sede del grupo en que participa Rumanía en la Clasificación para el Campeonato Europeo Femenino Sub-17 de la UEFA 2025